# SNCF Voyageurs
SNCF Voyageurs est une entreprise ferroviaire française. Depuis le 1er janvier 2020, elle est l'une des cinq sociétés constituant la Société nationale des chemins de fer français (SNCF).
Issue pour partie de l'ancien EPIC SNCF Mobilités, SNCF Voyageurs est chargée de l'exploitation des trains de voyageurs et des services aux usagers, et est membre de l'alliance européenne Railteam.

## Histoire
Pour la période précédant la création de la société en janvier 2020, il convient de se reporter aux articles consacrés à l'historique de la SNCF et de SNCF Mobilités.
La SNCF est créée en 1938. En 1975, elle introduit les trains Corail avant de mettre en service les TGV à partir de 1981 pour l'axe Sud-Est, en 1989 pour l'axe Atlantique, en 1993 pour la partie Nord et en 2007 pour la partie Est. Les appellations TER et Transilien sont respectivement lancées en 1986 et 1999.
En 2013, l'offre low cost de la SNCF Ouigo est mise en place.
À l'international, Lyria est créé en 1993, Eurostar en 1994 et Thalys en 1995.
Le 1er janvier 2020, alors que la SNCF et ses filiales deviennent des sociétés anonymes à capitaux publics, les activités de SNCF Mobilités sont divisées et réparties entre plusieurs sociétés. SNCF Gares & Connexions devient une filiale à 100% de SNCF Réseau, les activités de logistique et de fret ferroviaire sont regroupées au sein de Rail Logistics Europe, les filiales Geodis et Keolis sont rattachées directement à la société mère. Le reste de l'ex-SNCF Mobilités, c'est-à-dire notamment les TGV, les Intercités, les TER, les trains de banlieue franciliens, devient une société anonyme baptisée « SNCF Voyageurs ».
En 2022, le site voyages-sncf, transformé en oui.sncf en 2017, devient SNCF Connect. La même année, le service low cost Ouigo est complété par des trains classiques.
En 2023, les entreprises Thalys et Eurostar fusionnent pour créer la société Eurostar Group, dont SNCF Voyageurs est l'actionnaire majoritaire.
Depuis 2025 et l'
ouverture à la concurrence dans les transports franciliens et régionaux, de nombreuses filiales locales sont créées.

## Organisation

### Activités Transport de personnes
L'entreprise est divisée en trois secteurs d'activité de transport de personnes : 

#### TGV et Intercités
Ce secteur d'activités comprend : 

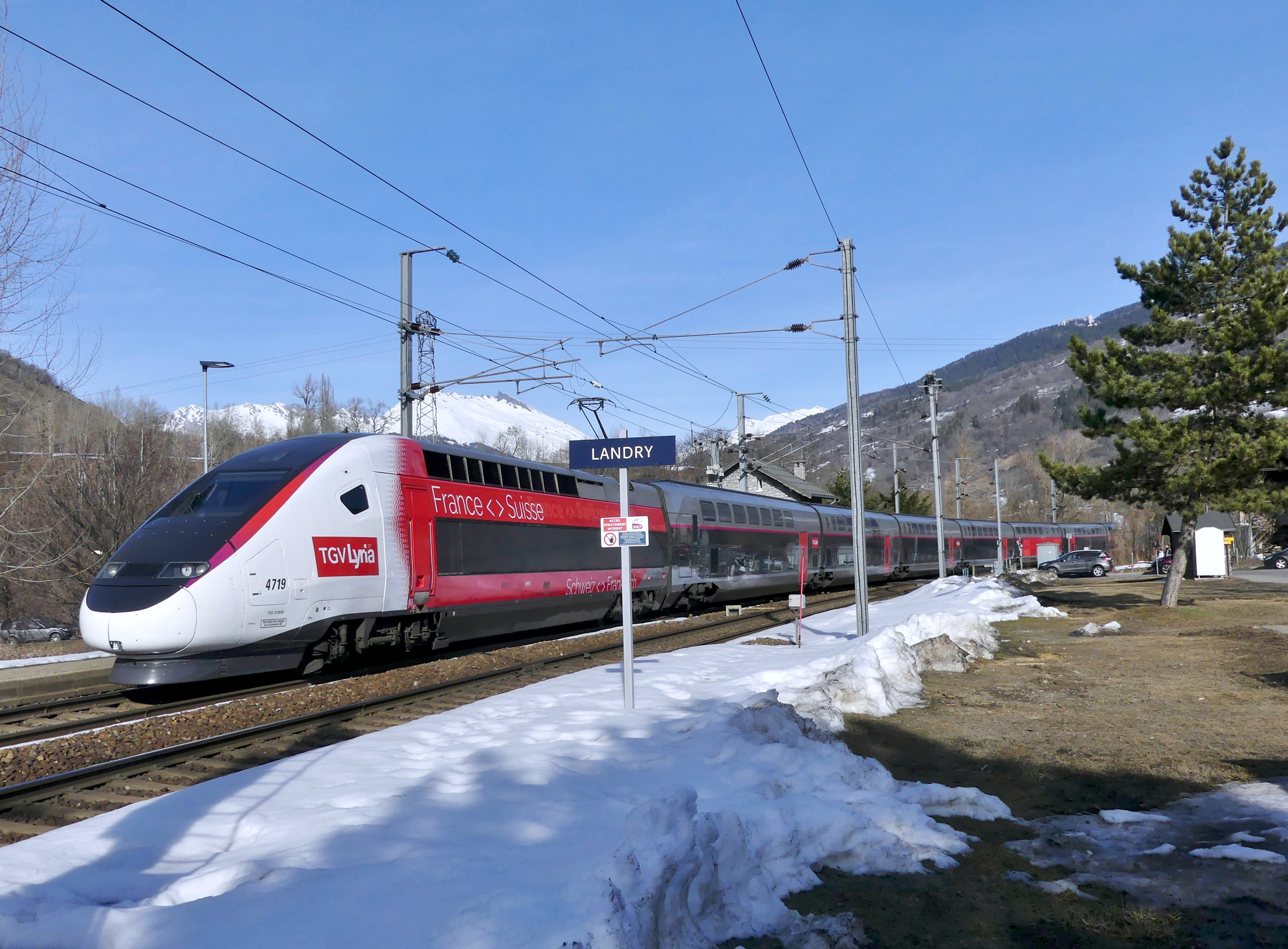
TGV Lyria.

- TGV inOui (grande vitesse en France et grande vitesse internationale entre la France, l'Allemagne, la Belgique, l'Espagne, l'Italie, le Luxembourg et Monaco).
- Intercités (liaisons grandes lignes hors trains à grande vitesse diurnes).
- Intercités de nuit (liaisons grandes lignes nocturnes)
- Ouigo (offre low cost grande vitesse et trains classiques en France et en Belgique).
- Lyria (grande vitesse entre la France et la Suisse)
- Eurostar (grande vitesse entre la France, la Belgique, les Pays-Bas, le Royaume-Uni et l'Allemagne).

#### Transport express régional

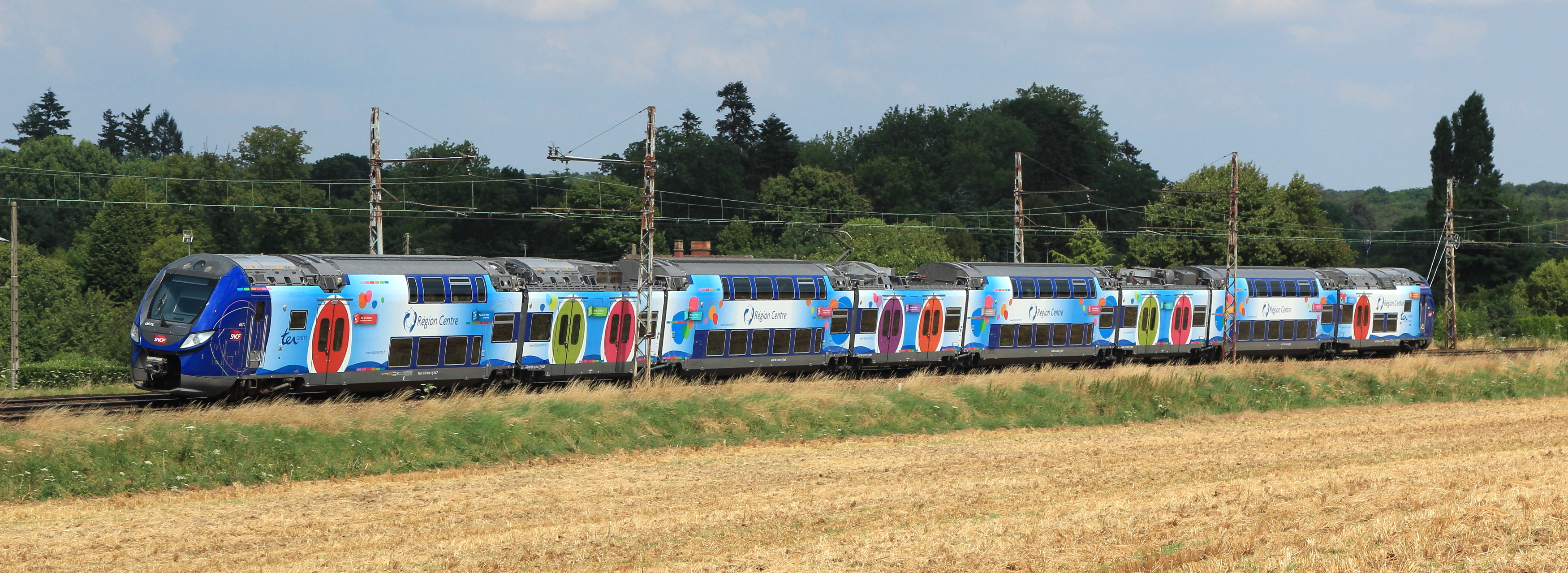
TER Rémi.

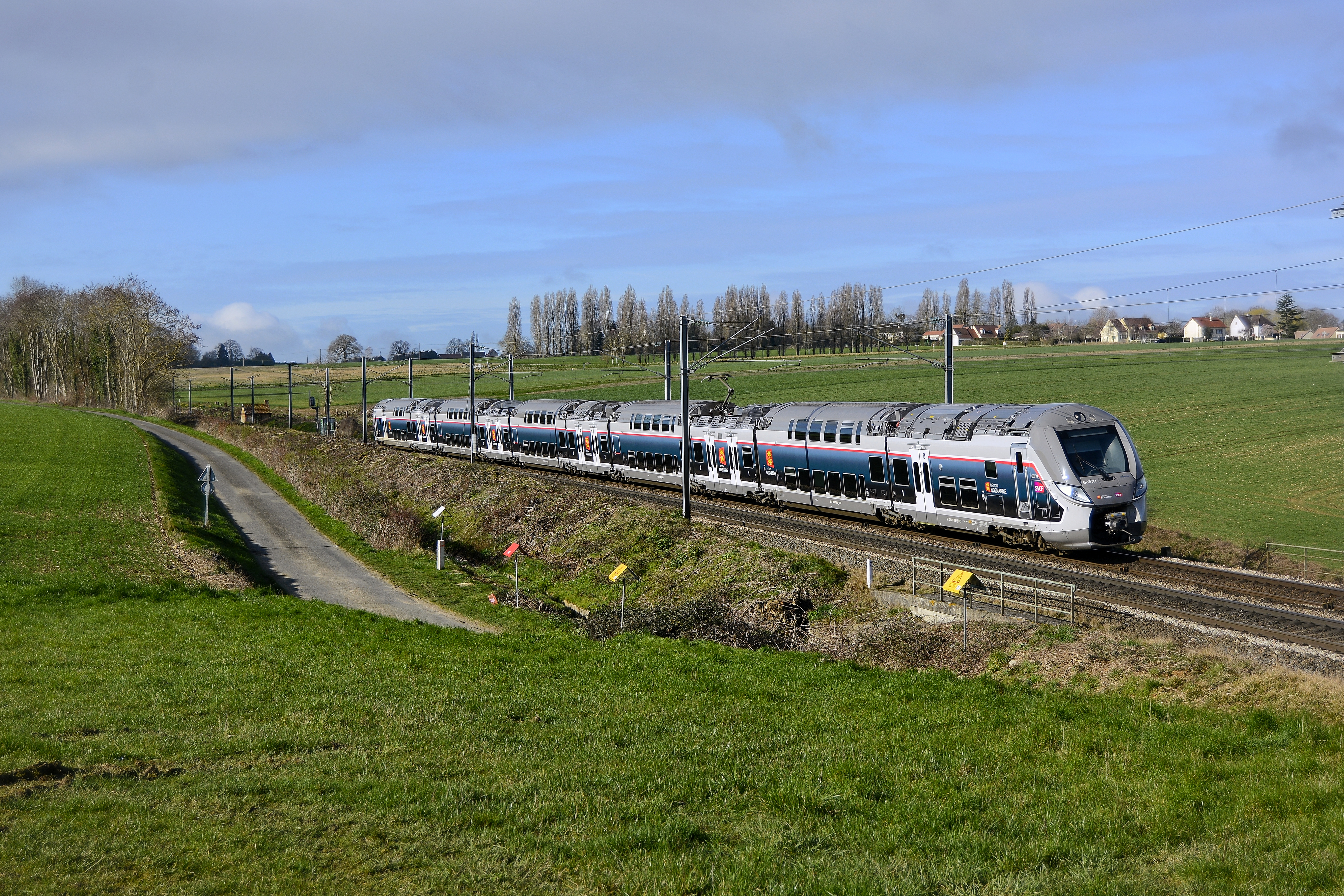
TER Nomad.

Ce secteur d'activités comprend les lignes ferroviaires régionales hors Île-de-France, appelées TER. En Corse, les CFC ne sont pas exploités par SNCF Voyageurs.
- Auvergne-Rhône-Alpes, incluant notamment le Service express régional lyonnais, le Tram-train de l'Ouest lyonnais, le Léman Express et des liaisons régulières avec la Suisse.

- Bourgogne-Franche-Comté (Train Mobigo)

- Bretagne (TER BreizhGo)

- Centre-Val de Loire (Rémi)

- Grand Est (TER Fluo), incluant notamment les TER 200, le Réseau express métropolitain européen, le TER Vallée de la Marne, l'Ortenau-S-Bahn, le Tram-train Mulhouse Vallée de la Thur, le RER trinational de Bâle et des liaisons régulières avec l'Allemagne et le Luxembourg. La ligne Nancy/Contrexéville n'est pas gérée par SNCF Voyageurs mais fait partie du réseau TER.

- Hauts-de-France, incluant notamment les TERGV et des liaisons avec la Belgique. Une partie du réseau TER est exploité depuis 2025 par une filiale nommée SNCF Voyageurs Étoile d'Amiens[4].

- Normandie (Nomad Train)

- Nouvelle-Aquitaine

- Occitanie (liO Train), incluant notamment le Réseau ferroviaire de Toulouse et le Train jaune.

- Pays de la Loire (Aléop en TER), incluant notamment le Tram-train de Nantes, exploité depuis 2025 par la filiale SNCF Voyageurs Loire Océan[5].

- Sud PACA (TER Zou !), incluant notamment des trains desservant Monaco et l'Italie. A partir de juin 2025, la ligne Marseille/Nice ne sera plus exploitée par SNCF Voyageurs[6]. Les lignes Cannes/Grasse, Les Arcs/Nice/Vintimille et Nice/Tende seront en revanche exploitées par la filiale SNCF Voyageurs Sud Azur. Enfin, les Chemins de fer de Provence ne font pas partie du réseau TER PACA.

#### Transilien

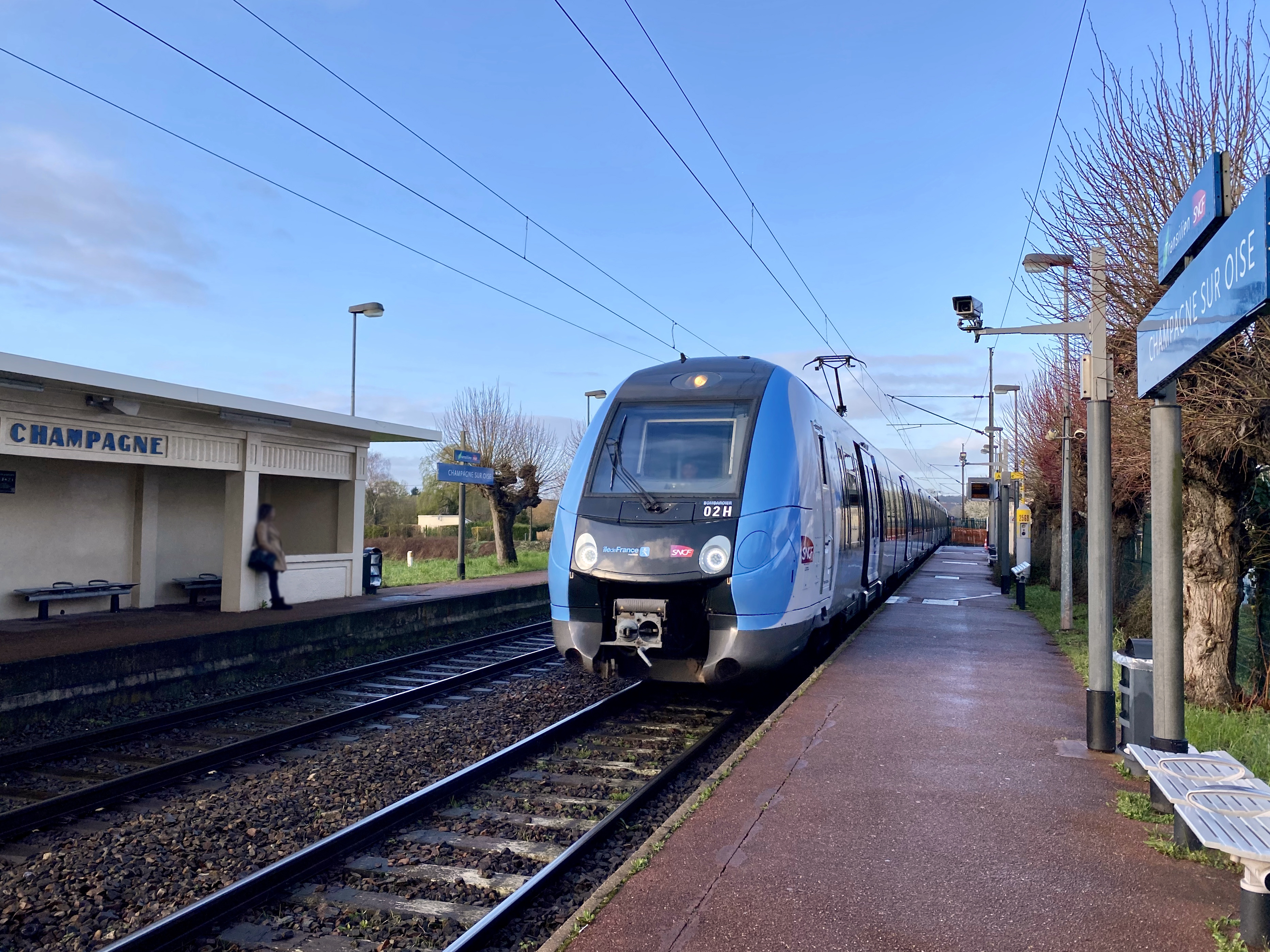
Ligne H du Transilien.

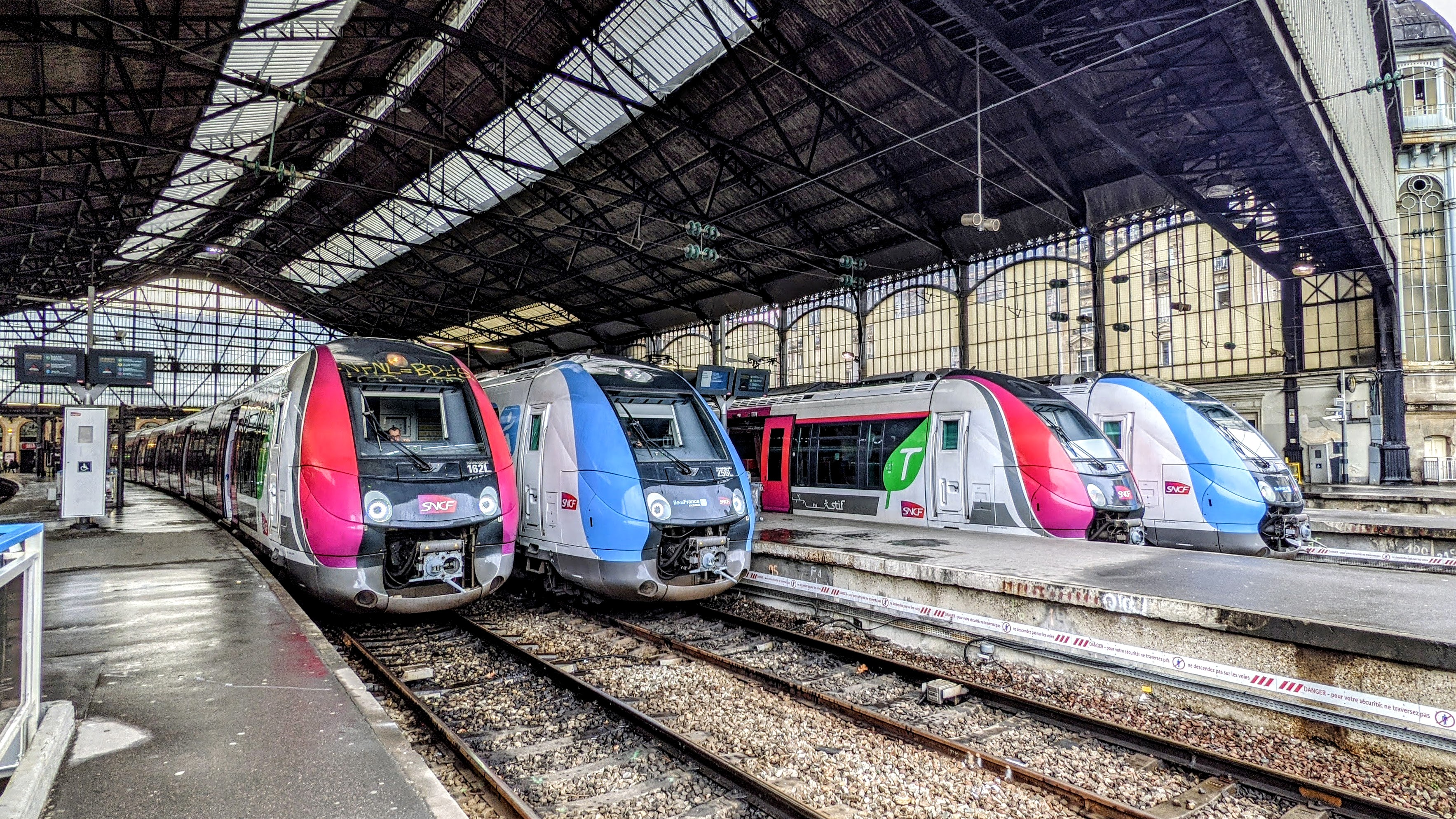
Lignes J et L du Transilien.

Ce secteur d'activités comprend les lignes ferroviaires régionales Transilien.
- Transilien exploite :
  - les branches Ouest du RER A à partir de Nanterre-Préfecture sauf la partie vers Saint-Germain-en-Laye,
  - les branches Nord du RER B à partir de Paris Gare du Nord, et notamment la desserte de l'aéroport de Roissy-Charles-de-Gaulle,
  - le RER C,
  - le RER D,
  - et le RER E.

- Transilien a également en charge l'exploitation des lignes situées sur les réseaux : 
  - Paris-Nord (Ligne H et Ligne K)
  - Paris Saint-Lazare (Ligne J et Ligne L)
  - Paris-Montparnasse (Ligne N)
  - Paris-Est (Ligne P)
  - Paris-Gare-de-Lyon (Ligne R et  Ligne S)
  - et deux lignes transverses situées au sud-ouest de la région, (la Ligne U et la Ligne V).

- Enfin, Transilien exploite par l'intermédiaire de la filiale Stretto (groupement SNCF Keolis) les lignes de tram-train T4, T11 et T14.

Jusqu'en décembre 2025, SNCF Voyageurs exploite également via la filiale Transkeo les lignes T12 et T13.

### Autres secteurs d'activité

Logo de SNCF Connect.

L'entreprise regroupe également plusieurs secteurs d'activité, notamment une direction industrielle, chargée de la maintenance des rames et de l'excellence opérationnelle ; la filiale SNCF Connect, chargée du site internet et de l'application et la filiale SNCF Énergie, dont l’activité consiste à couvrir les besoins en électricité de traction de SNCF Voyageurs. En juillet 2023, une filiale du Groupe SNCF spécifique pour les énergies renouvelables est créée : SNCF Renouvelables. Celle-ci ambitionne de couvrir 15 à 20% des besoins énergétiques grâce à l’énergie solaire photovoltaïque à l’horizon 2030.

## Filiales et partenariats

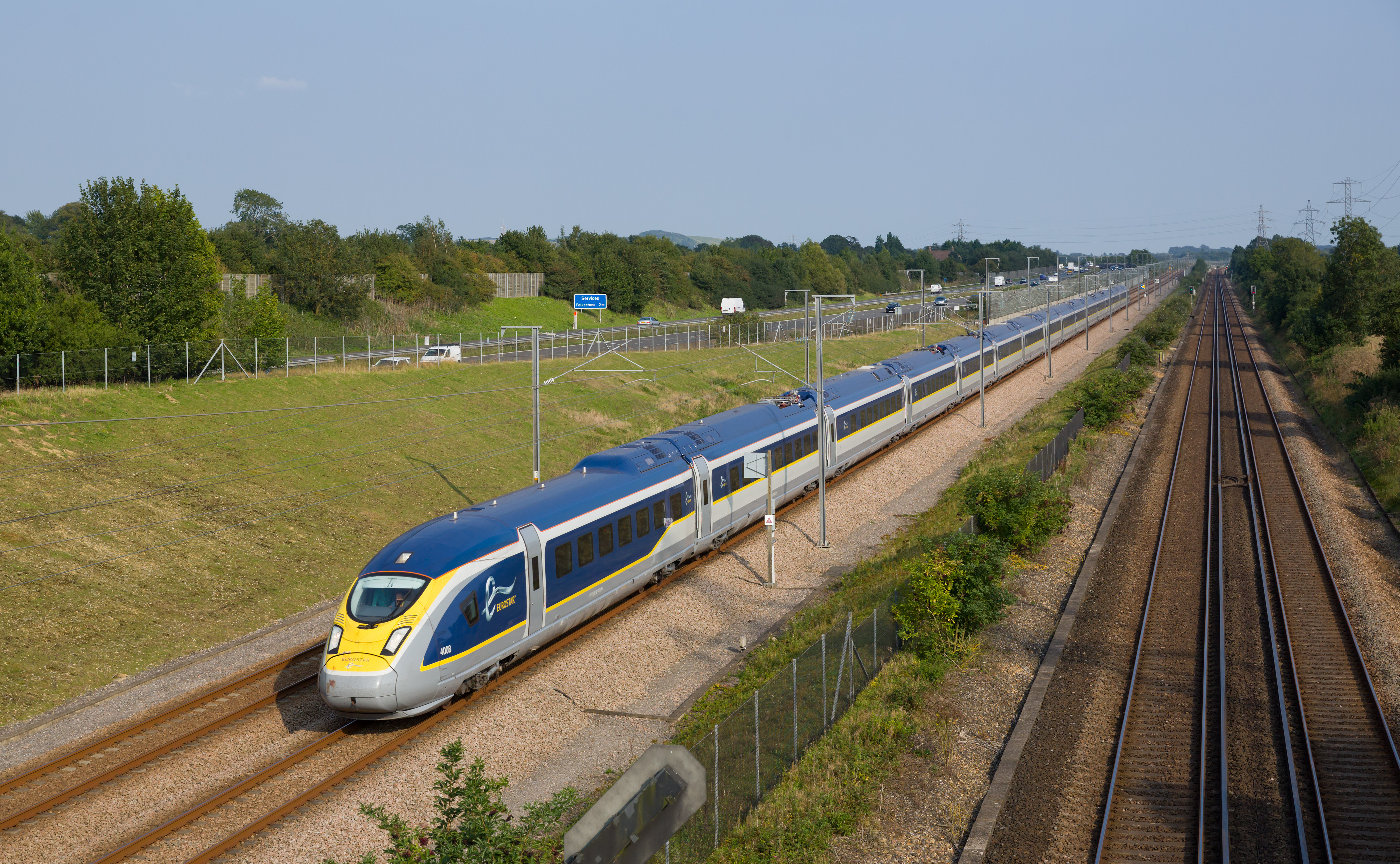
Rame Eurostar.

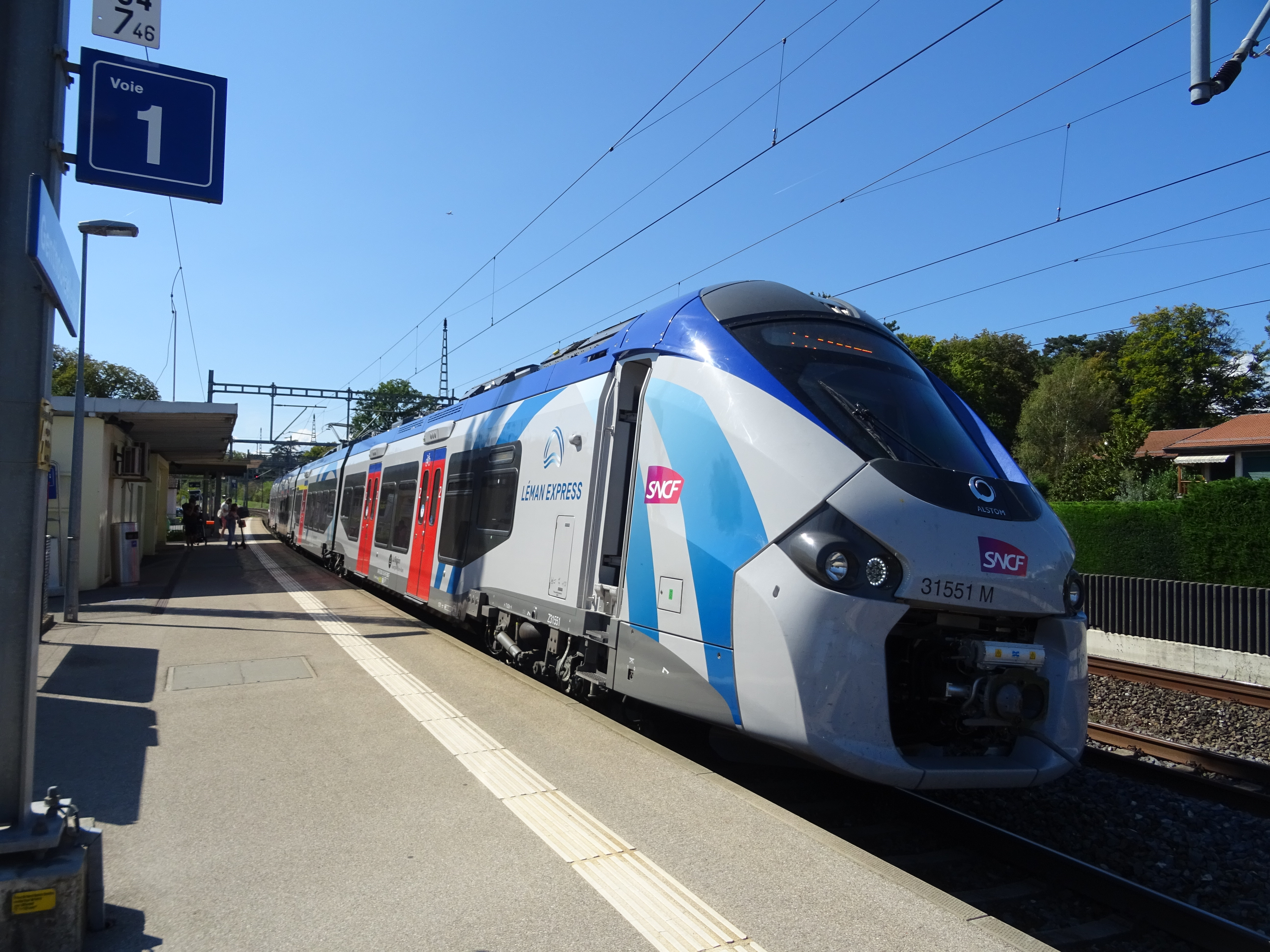
Léman Express.

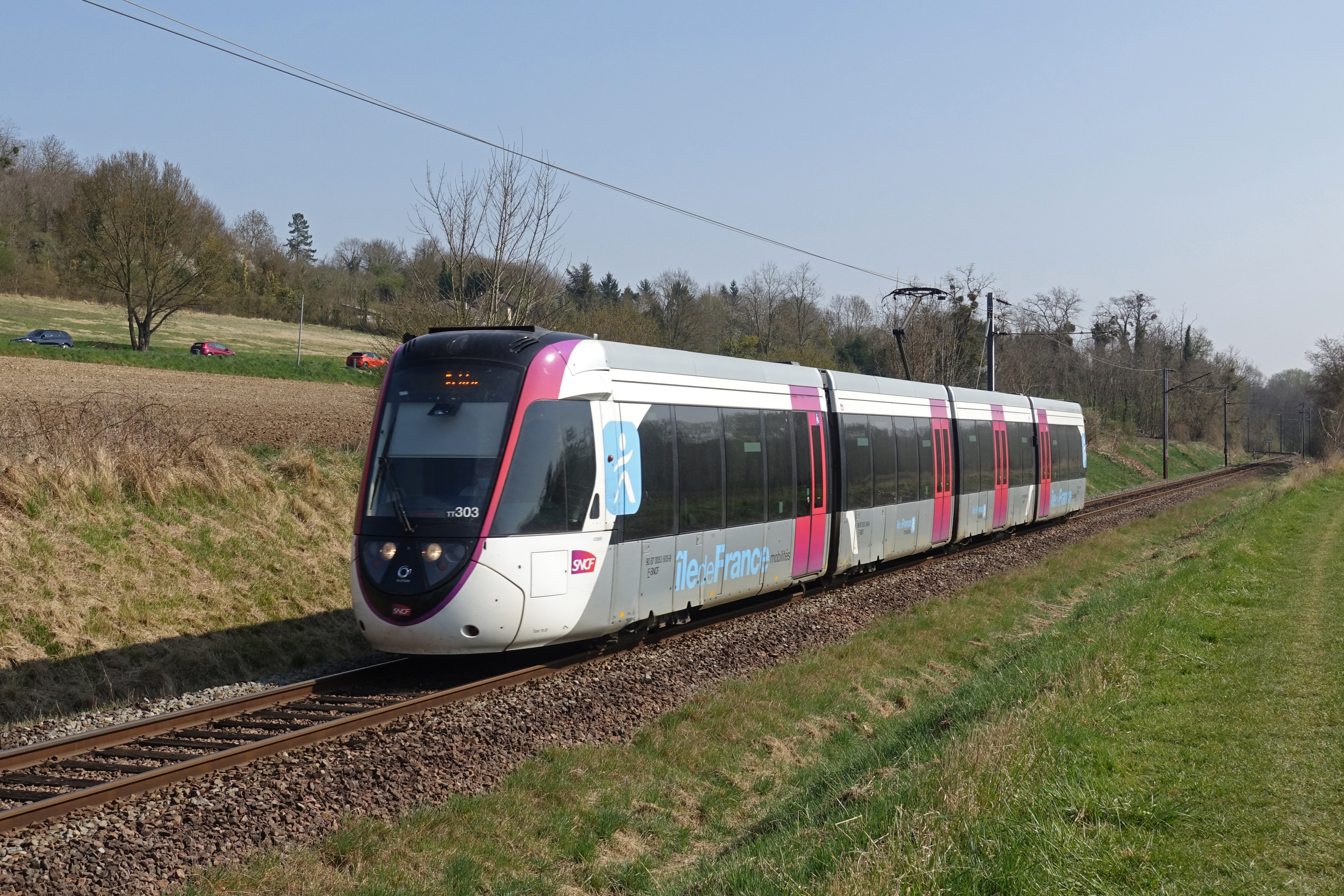
T14.

SNCF Voyageurs est intégrée dans plusieurs filiales et partenariats à divers échelons.

### Filiales et partenariats internationaux
Eurostar Group, société de droit belge, a été créée en avril 2022. Elle détient les services Eurostar (dont les liaisons ex-Thalys) vers le Royaume-Uni, la Belgique, l'Allemagne et les Pays Bas, et son siège est situé à Saint-Gilles-lez-Bruxelles. SNCF Voyageurs y est actionnaire majoritaire.
 Lyria est le nom de l'offre commerciale à grande vitesse entre la France et la Suisse. Elle est détenue conjointement par SNCF Voyageurs, actionnaire majoritaire, et les Chemins de fer fédéraux suisses (CFF). La filiale Lémanis est responsable du réseau du Léman Express, en assurant la coordination entre les deux opérateurs, SNCF Voyageurs et les CFF. Les TER Grand Est ont également un partenariat avec le RER trinational de Bâle.
 Depuis 2007, SNCF Voyageurs et la Deutsche Bahn exploitent en coopération des trains internationaux entre la France et l'Allemagne via des Intercity-Express et des TGV inOui. Une coopération existe également avec le réseau de l'Ortenau-S-Bahn. D'autres relations de SNCF Voyageurs circulent en coopération avec des opérateurs internationaux, notamment avec les CFL.
 Depuis 2024, la SNCB et SNCF Voyageurs exploitent une liaison à bas coût entre Paris et Bruxelles (Le Magritte), via la filiale trains classiques de Ouigo.
 A l'international, SNCF Voyageurs possède également la filiale Ouigo España, qui exploite des TGV à bas coûts en Espagne uniquement.

### Filiales dans le cadre de l'ouverture à la concurrence
Dans le cadre de l'ouverture de la concurrence dans plusieurs régions, SNCF Voyageurs a créée plusieurs filiales pour les marchés remportés, notamment SNCF Voyageurs Étoile d’Amiens, SNCF Voyageurs Loire Océan et SNCF Voyageurs Sud Azur.
En Ile-de-France, la société Stretto, filiale de SNCF Voyageurs et de Keolis, exploite depuis mars 2025 les lignes de tramways T4, T11 et T14. La société Transkeo exploite les lignes T12 et T13 jusqu'à la fin 2025, Île-de-France Mobilités ayant attribué le marché à la société RATP Cap Île-de-France.

### Autres filiales et partenariats
La filiale SNCF Connect est chargée du site internet et de l'application.
Oslo, pour « Offre de services librement organisés », est la filiale destinée depuis 2022 à l'offre de trains classiques de Ouigo.
Masteris est depuis 2009 une filiale de SNCF Voyageurs qui propose des prestations de maintenance et d'ingénierie ferroviaire.
SNCF Énergie couvre les besoins en électricité de traction de SNCF Voyageurs.
Enfin, les lignes du RER A et du RER B possèdent une direction de ligne unifiée pour l'exploitation conjointe avec la RATP.

## Direction et Sites

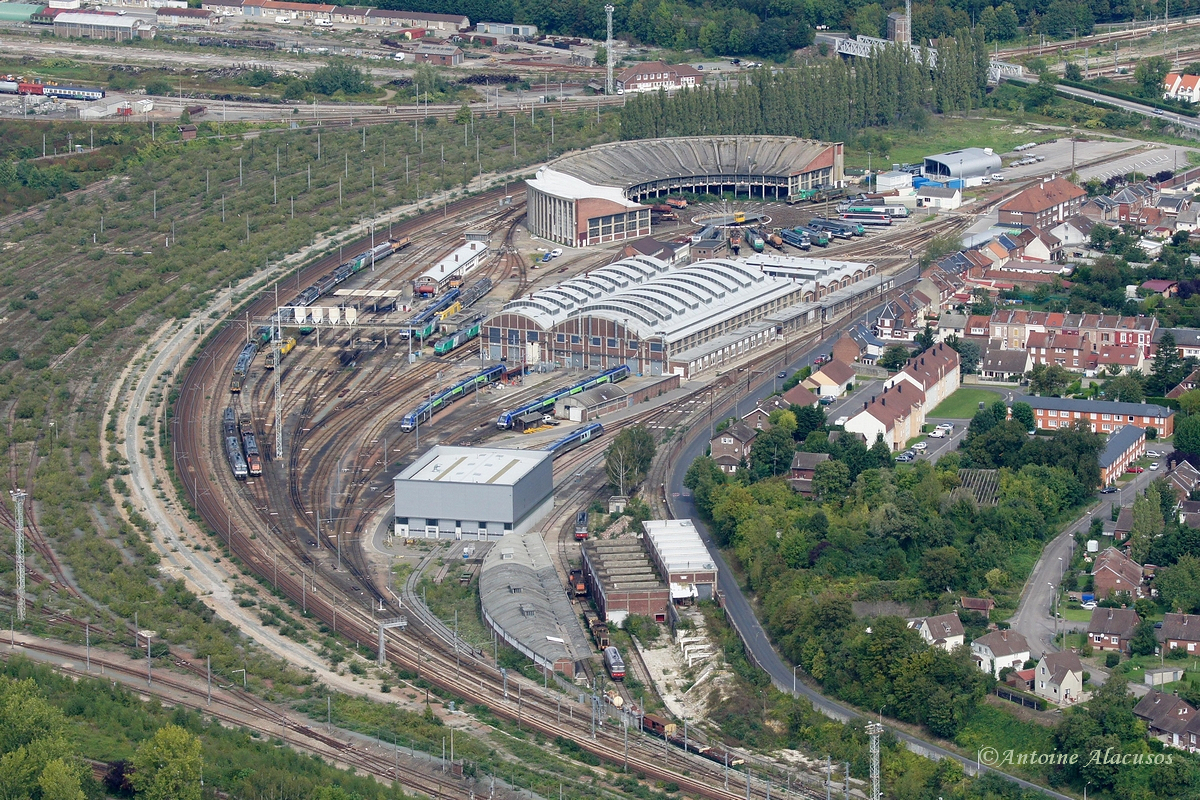
Supervision technique de flotte de Longueau.

Le premier président de SNCF Voyageurs est Christophe Fanichet, nommé fin 2019 par le patron du groupe SNCF, Jean-Pierre Farandou.
Le siège social de SNCF Voyageurs se situe 4 rue André-Campra à Saint-Denis. Les fonctions transverses sont regroupées sur les campus SNCF de La Plaine Saint-Denis, les directions TER sont localisées en région et les directions de lignes Transilien sont à Paris et en Île-de-France.
Enfin, SNCF Voyageurs possède, par le biais de la Direction du Matériel, de nombreux Technicentres et garages (appelés STF) répartis sur toute la France.

## Contreverses
À  la suite de publicités déclarant que le train émettait 50 fois moins de CO2 que la voiture et 80 fois moins que l'avion, le Jury de Déontologie publicitaire considère en 2022 que ces affirmations ne tenaient pas compte de l'entièrement des émissions, notamment pas celles dues à la construction et à la maintenance des infrastructures, et qu'elles sont de nature à induire le public en erreur. 

## Galerie

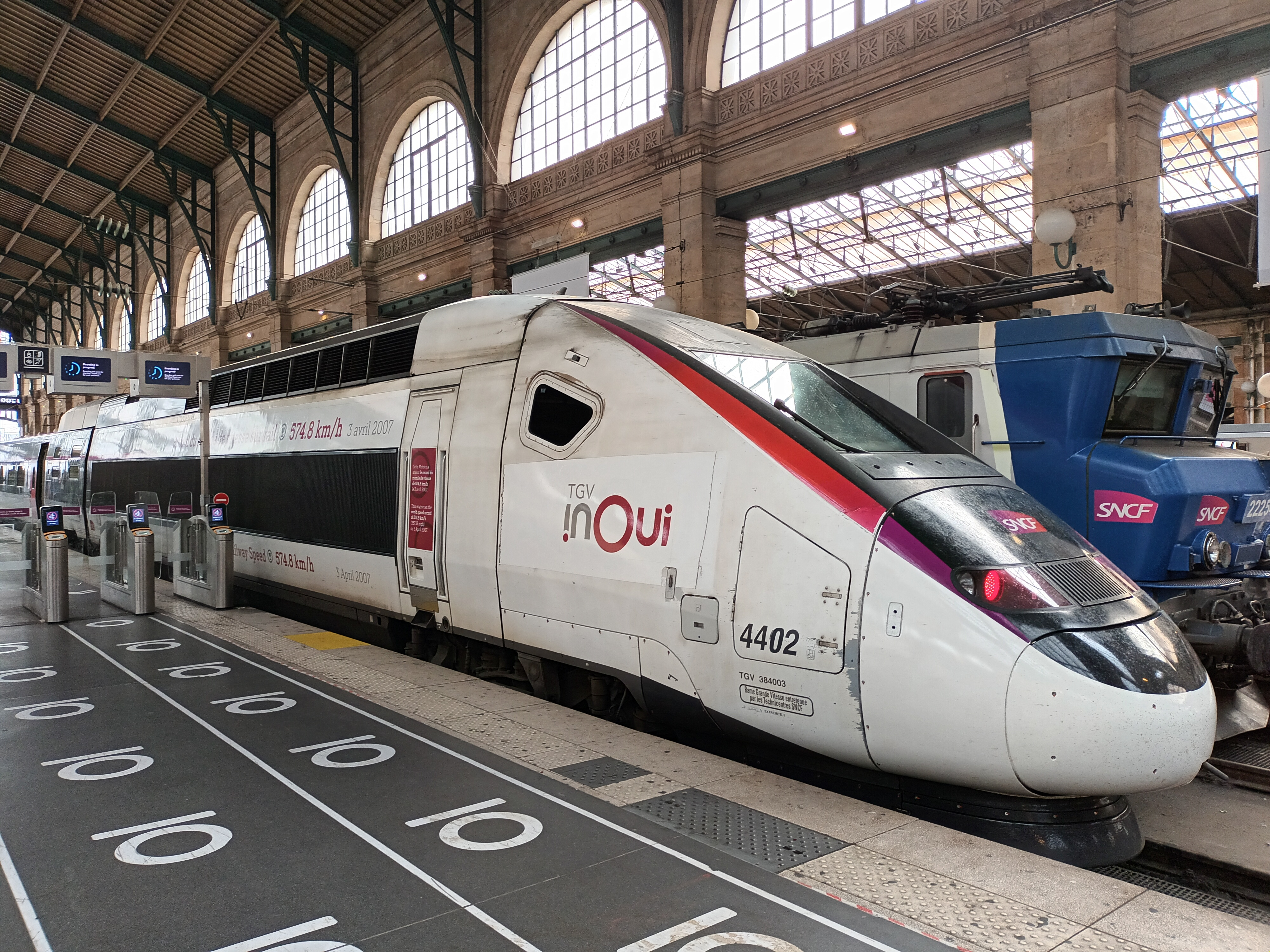
TGV inOui.
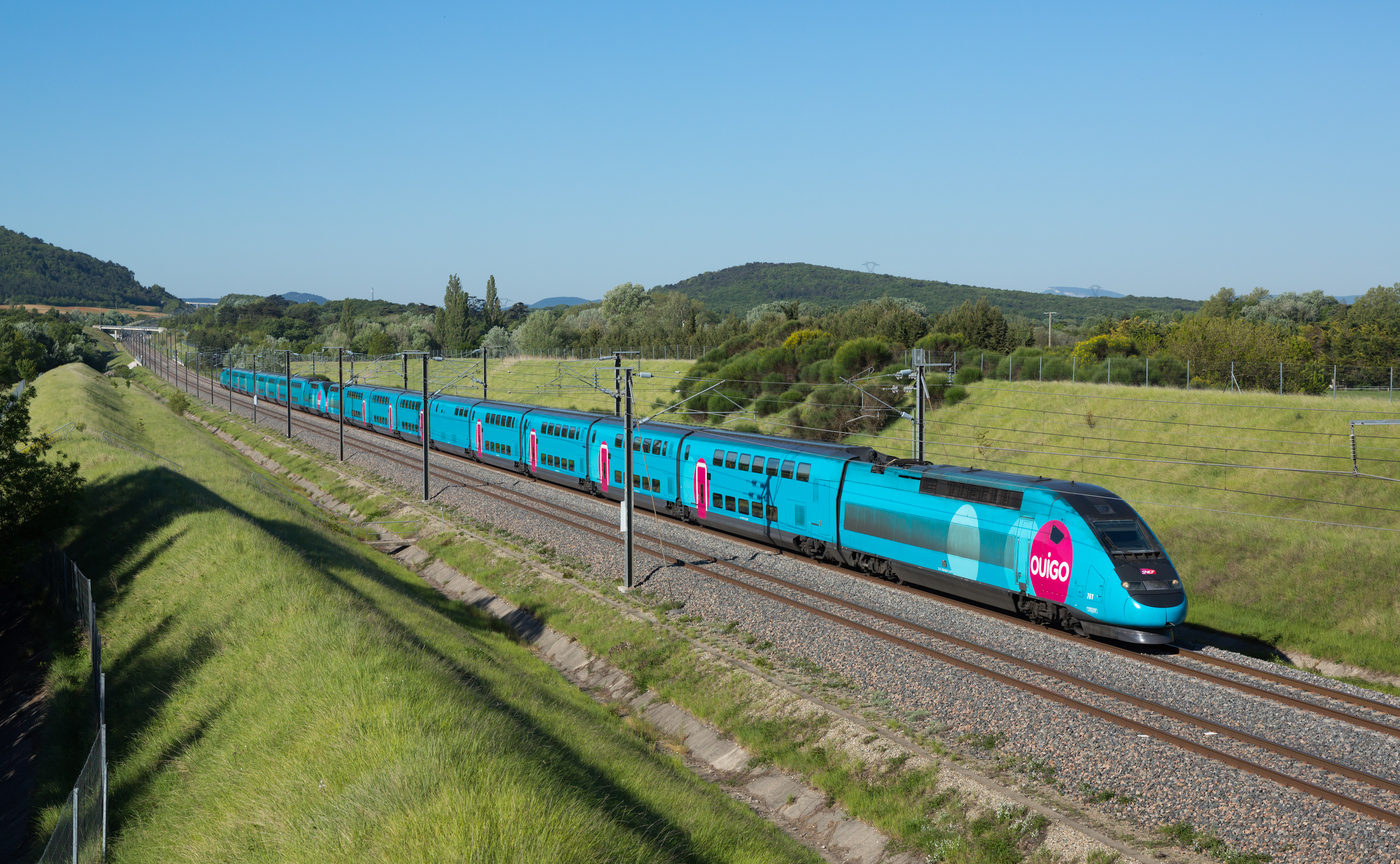
TGV Ouigo.
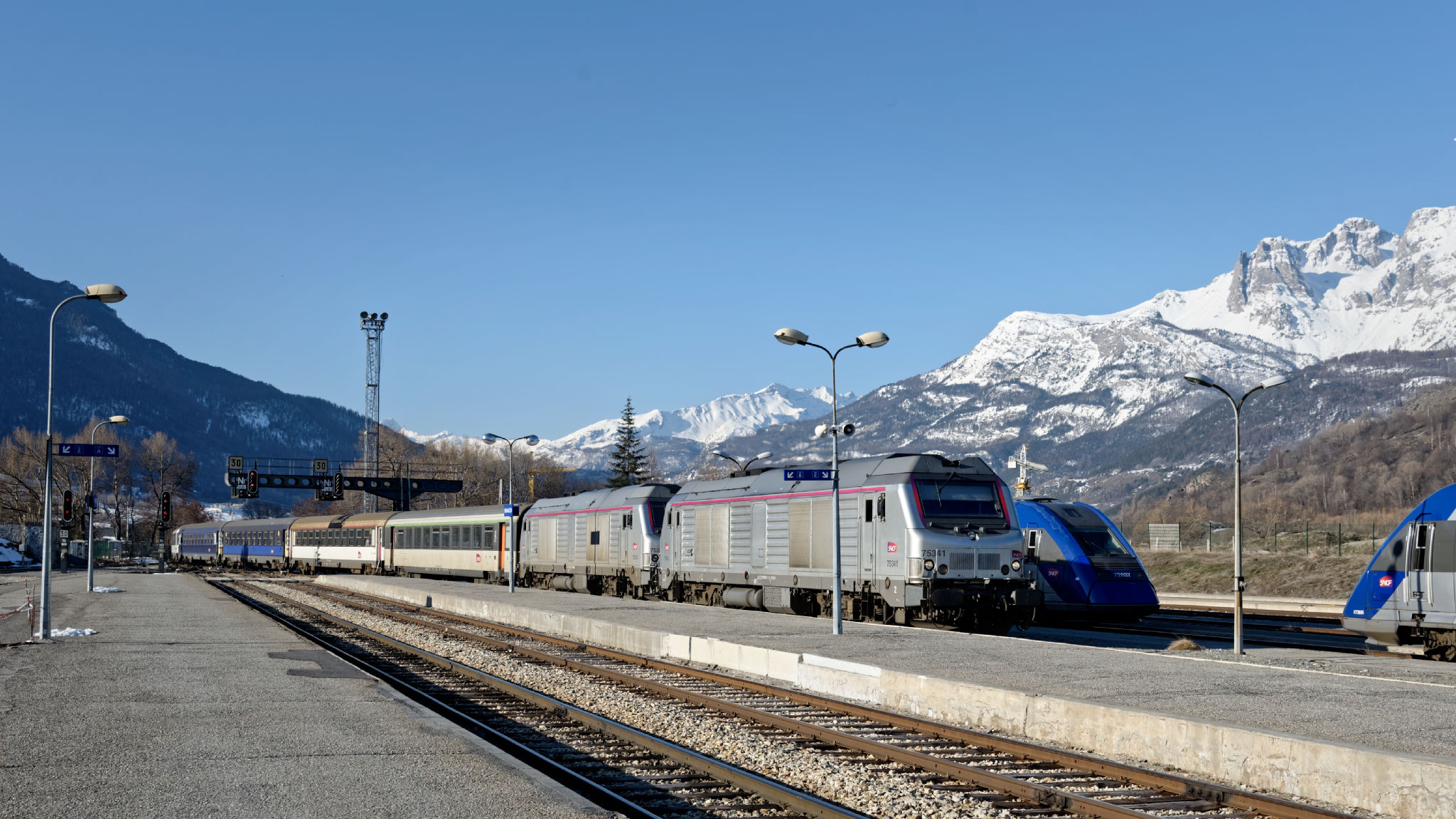
Intercités de nuit.
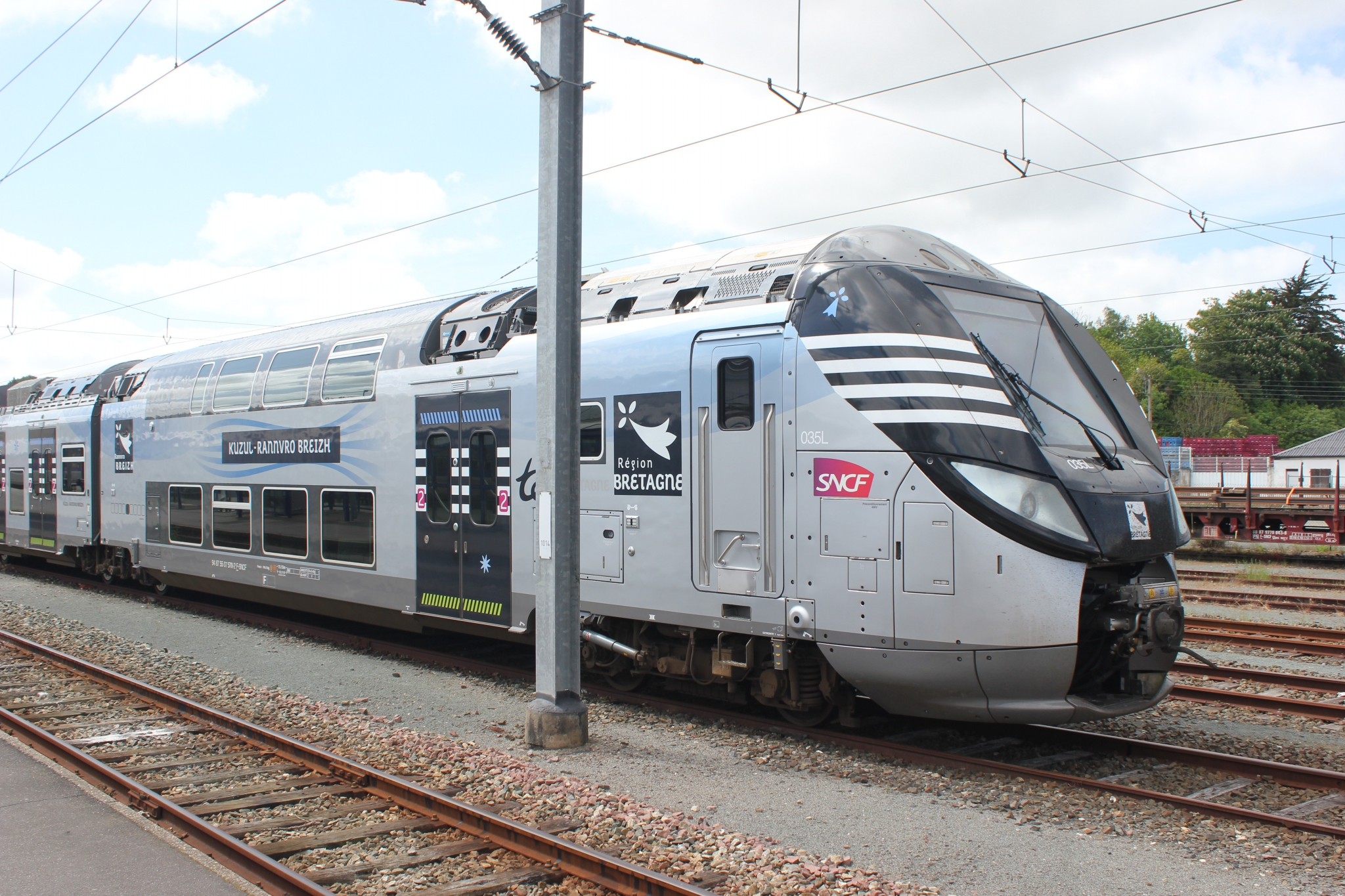
TER Bretagne.
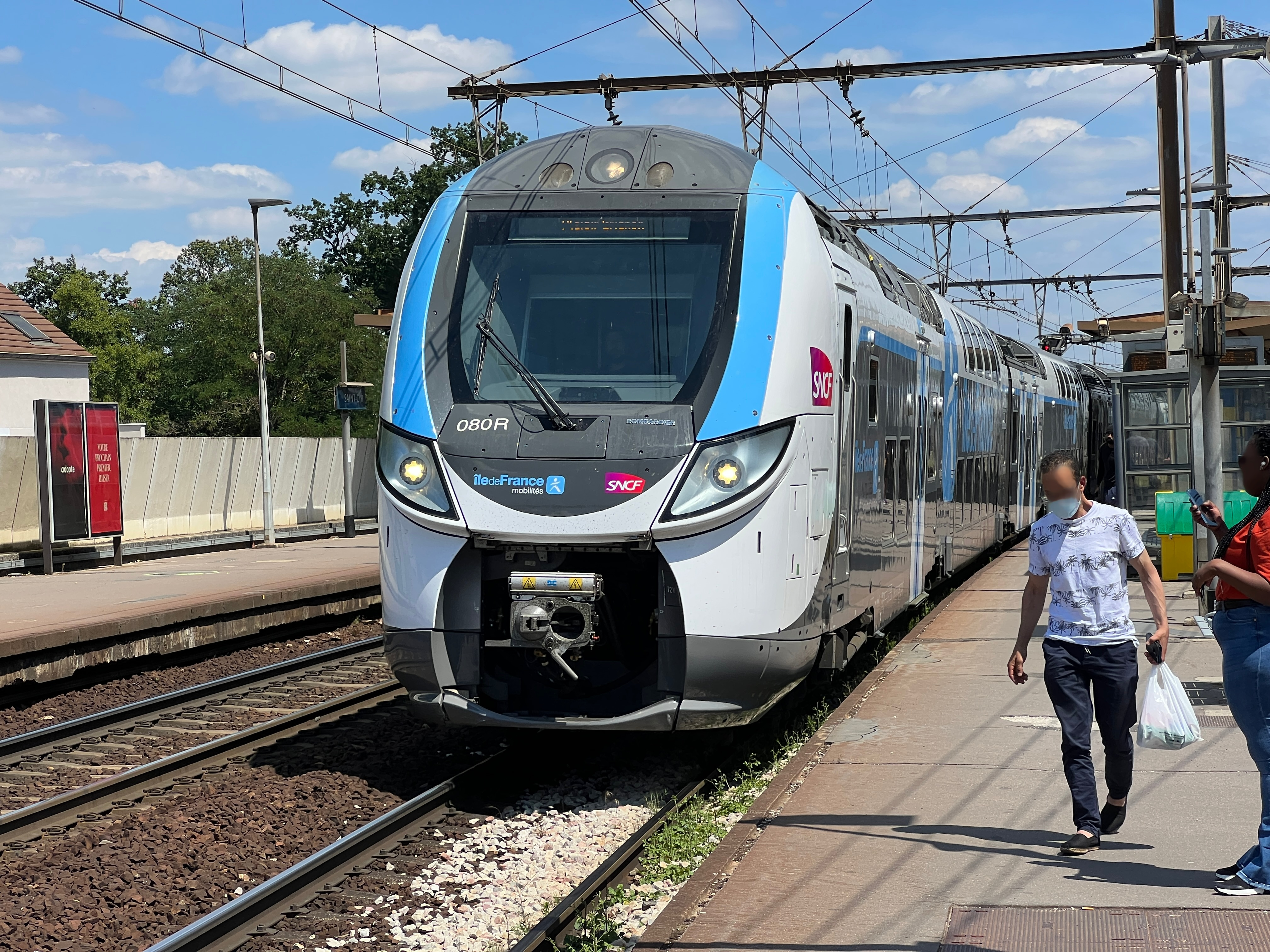
Transilien ligne N.